# ヨバナ・コチッチ
ヨバナ・コチッチ（セルビア語: Јована Коцић、ラテン文字転写: Jovana Kocić、1998年2月24日 - ）は、セルビアの女子バレーボール選手。ポジションはミドルブロッカー。セルビア代表。

## 来歴

### クラブチーム
ベオグラード出身。2013年、OK Sterijaへ入団。2014/15シーズンにOK Vizuraへ加入した。国内リーグでは3度（2014/15、2015/16、2017/18）タイトルを獲得した。2020/21シーズンからはルーマニアのCSMヴォレイ・アルバ・ブラジへ移籍し加入初年度のルーマニアリーグで準優勝した。2021/22シーズンも同チームと契約し、ルーマニアリーグ、ルーマニアカップ、スーパーカップで3冠を果たした。自身もベストミドルブロッカー賞を受賞した。2022/23シーズンのルーマニアリーグでは連覇を達成した。

### 代表チーム
アンダーカテゴリーの代表として2014年、U-19欧州選手権で金メダルを獲得した。2015年のU-19世界選手権に出場し5位となり、自身もベストミドルブロッカー賞を受賞した。2016年、U-19欧州選手権で銀メダルを獲得しベストミドルブロッカー賞を受賞した。2019年、シニア代表に初選出され、ネーションズリーグでデビューした。同年9月のワールドカップに出場した。2021年、欧州選手権に出場し銀メダルを獲得した。

## 所属チーム
- OK Sterija（2013-2014年）
- OK Vizura（2014-2020年）
- CSMヴォレイ・アルバ・ブラジ（2020-2024年）
- Volley Talmassons（2024年-）

## 球歴
- ワールドカップ - 2019年
- 欧州選手権 - 2021年
- ネーションズリーグ - 2019年、2021年、2022年

## 受賞歴
- 2015年 - U-19世界選手権 ベストミドルブロッカー賞
- 2016年 - 2015/16セルビアリーグ ベストミドルブロッカー賞
- 2016年 - U-19欧州選手権 ベストミドルブロッカー賞
- 2017年 - 2016/17セルビアリーグ ベストミドルブロッカー賞
- 2020年 - 2019/20セルビアリーグ ベストミドルブロッカー賞
- 2022年 - 2021/22ルーマニアリーグ ベストミドルブロッカー賞